# Boarmia zaragoza
Boarmia zaragoza är en fjärilsart som beskrevs av Beutelspacher 1984. Boarmia zaragoza ingår i släktet Boarmia och familjen mätare. Inga underarter finns listade i Catalogue of Life.